# USS Tracy (DD-214)
USS Tracy (DD-214) là một tàu khu trục lớp Clemson được Hải quân Hoa Kỳ chế tạo vào cuối Chiến tranh Thế giới thứ nhất, trong Chiến tranh Thế giới thứ Hai được cải biến thành tàu rải mìn với ký hiệu lườn DM-19, và đã tiếp tục phục vụ cho đến khi chiến tranh kết thúc. Nó là chiếc tàu chiến duy nhất của Hải quân Hoa Kỳ được đặt tên theo Bộ trưởng Hải quân Benjamin Franklin Tracy (1830-1915).

## Thiết kế và chế tạo
Tracy được đặt lườn vào ngày 3 tháng 4 năm 1919 tại xưởng tàu của hãng William Cramp and Sons ở Philadelphia. Nó được hạ thủy vào ngày 13 tháng 8 năm 1919, được đỡ đầu bởi bà Frank B. Tracy; và được đưa ra hoạt động vào ngày 9 tháng 3 năm 1920 dưới quyền chỉ huy của Hạm trưởng, Trung tá Hải quân Lawrence P. Treadwell.

## Lịch sử hoạt động

### Những năm giữa hai cuộc thế chiến
Sau khi nhập biên chế, Tracy thực hiện chuyến đi chạy thử máy đến Dry Tortugas trước khi quay trở về Philadelphia. Nó lên đường cùng với Đội khu trục 39 để nhận nhiệm vụ tại vùng Cận Đông, đi đến Constantinople, Thổ Nhĩ Kỳ vào đầu tháng 6 năm 1920. Do tình hình quốc tế bất ổn tại Cận Đông, Lực lượng Hải quân Hoa Kỳ tại châu Âu đã tiến hành biểu dương lực lượng và sẵn sàng trong việc bảo vệ tính mặng và tài sản của công dân Hoa Kỳ. Nó đã viếng thăm các cảng chính tại Hắc Hải cũng như ghé thăm các thành phố dọc theo bờ biển Palestine và Ai Cập cùng các cảng Thổ Nhĩ Kỳ tại Địa Trung Hải. Khi cuộc Nội chiến Nga đi đến hồi kết thúc, lúc mà phe Bolsheviks áp đảo lực lượng Bạch vệ Nga, nó là một trong số những con tàu đã đón hàng trăm người tị nạn khỏi Sevastopol và đưa họ đến Constantinople.
Đến tháng 6 năm 1921, Tracy lên đường cùng với đội khu trục của nó để sang Viễn Đông, ngang qua kênh đào Suez. Họ đã ghé qua Ấn Độ, Ceylon, Đông Dương thuộc Pháp và Java để cuối cùng đến Manila, Philippines vào cuối tháng 8 năm 1921. Chiếc tàu khu trục thoạt tiên hoạt động độc lập cùng Lực lượng Tuần tra Nam Trung Quốc, biểu dương lực lượng tại các cảng mà nó ghé thăm. Được tách khỏi nhiệm vụ này vào mùa Xuân năm 1923, nó đi đến Nhật Bản cho một chuyến viếng thăm thiện chí trước khi tiếp tục đi đến Yên Đài, Trung Quốc cho đợt cơ động tập trận mùa Hè. Thả neo vào đầu tháng 9 năm 1923 tại cảng Đại Liên thuộc bán đảo Liêu Đông, tỉnh Liêu Ninh. Nó được lệnh khẩn cấp đi đến Yokohama, Nhật Bản vốn vừa phải chịu đựng thảm họa động đất Kantō dữ dội. Khi đến nơi, nó tiến hành các hoạt động cứu hộ ban đầu, đưa người tị nạn từ Yokohama đến Tokyo, và đưa các đội sửa chữa lên bờ để giúp lắp đặt các đường ống dẫn nước sạch. Nó ở lại khu vực Yokohama trong hai tuần trước khi đi đến Thượng Hải.
Tại đây, đội đổ bộ của nó lên bờ để bảo vệ cơ sở của hãng Shanghai Light and Power Company thuộc sở hữu của Hoa Kỳ cho đến khi được thay phiên vào ngày 12 tháng 10 năm 1923 bởi một phân đội từ chiếc South Dakota. Quay trở về Manila, nó trải qua một thời gian trong cảng trước khi thực hiện một chuyến đi đến các cảng miền Nam Philippine vào ngày 26 tháng 11.  Trong thời gian còn lại của lượt phục vụ cùng Hạm đội Á Châu, nó thực hiện các chuyến đi biểu dương lực lượng và thực tập, cho đến khi khởi hành quay trở về Hoa Kỳ vào ngày 8 tháng 5 năm 1925. Tại Midway, đội của nó được thay phiên bởi Đội khu trục 39. Đi đến San Diego, California vào ngày 17 tháng 6, Tracy được tái trang bị và bổ sung các thiết bị điều khiển hỏa lực mới. Nó rời vùng bờ Tây vào ngày 24 tháng 6, băng qua kênh đào Panama để đi New York. Sau khi hoạt động cùng Hạm đội Tuần tiễu trong hai năm tiếp theo, nó được huy động tham gia hoạt động cùng Hải đội Đặc vụ tại vùng biển Nicaragua vào lúc diễn ra biến động và bất ổn do cuộc cách mạng và xung đột tại nước này vào tháng 11 và tháng 12 năm 1926.
Sau khi được đại tu tại Xưởng hải quân Norfolk, Tracy quay trở lại vùng biển Nicaragua một thời gian ngắn vào tháng 3 năm 1927 trước khi đi lên phía Bắc. Khởi hành từ Newport, Rhode Island vào ngày 1 tháng 6 cùng Đội khu trục 38, nó viếng thăm Queenstown, Bắc Ireland trước khi ghé qua các cảng Scotland, Anh, Bỉ, Pháp, Bồ Đào Nha, Tây Ban Nha, Algérie, Tunisia và Ý. Rời Gibraltar vào ngày 28 tháng 1 năm 1928, nó hoạt động tại khu vực Đại Tây Dương trong một tháng trước khi Đội khu trục 38 được điều sang Hạm đội Chiến trận. Đặt căn cứ tại San Diego từ ngày 1 tháng 4 năm 1928 cho đến mùa Xuân năm 1929, nó đã nhiều dịp phục vụ như tàu canh phòng máy bay cùng các tàu sân bay Lexington và Saratoga trước khi được đại tu tại Xưởng hải quân Mare Island vào tháng 6 và tháng 7 năm 1929, chuẩn bị cho việc phục vu tại Viễn Đông. Đội khu trục 38 đã thay phiên cho Đội khu trục 45 tại Trân Châu Cảng, Hawaii, rồi tiếp tục đi đến Nhật Bản cho một chuyến viếng thăm thiện chí, đi đến Yokohama vào ngày 26 tháng 8 năm 1929.
Theo thông lệ hoạt động của Hạm đội Á Châu, Tracy luân phiên nhiệm vụ tại các cảng Trung Quốc vào mùa Hè với các hoạt động tại Philippines trong mùa Đông, và trải qua giai đoạn chuyển tiếp tại các cảng dọc bờ biển Trung Quốc, hoạt động biểu dương lực lượng và thực tập. Vào mùa Thu năm 1930, sau một chuyến đi đến Đông Ấn thuộc Hà Lan, nó được trang bị để phục vụ độc lập lâu dài như một tàu trạm tại Yên Đài, Trung Quốc. Việc Nhật Bản chiếm đóng Mãn Châu vào tháng 9 năm 1931, cùng sự xung đột giữa các lực lượng Trung Quốc và Nhật Bản chung quanh Thượng Hải vào tháng 2 năm 1932 khiến Hạm đội Á Châu bận rộn hơn, nhưng hoạt động của nó chỉ giới hạn trong việc canh phòng bảo vệ quyền lợi của Hoa Kỳ. Cuối năm đó, chiếc tàu khu trục một lần nữa được thuyên chuyển về Lực lượng Chiến trận, và nó rời khỏi Hạm đội Á Châu lần sau cùng.
Tracy tham gia các cuộc cơ động và tập trận tại khu vực Thái Bình Dương và dọc theo vùng bờ Tây Hoa Kỳ, cho đến khi được xếp lại lớp như một tàu khu trục rải mìn với ký hiệu lườn DM-19 vào ngày 30 tháng 6 năm 1937. Sau đó nó được điều sang Đội rải mìn 1 và hoạt động ngoài khơi Trân Châu Cảng cùng Lực lượng Chiến trận.

### Thế Chiến II
Vào cuối năm 1941, đội của nó đi vào Xưởng hải quân Trân Châu Cảng để đại tu. Vào ngày 7 tháng 12 năm 1941, Tracy nằm trong ụ 15 của xưởng tàu với động cơ, nồi hơi và pháo được tháo dỡ để sửa chữa; hầu hết thủy thủ đoàn sống trong các trại binh trên bờ, và chỉ có một khung thủy thủ đoàn tối thiểu ở lại tàu. Khi cuộc tấn công Trân Châu Cảng diễn ra, thủy thủ của nó quay trở lại tàu và tìm cách chống trả cuộc tấn công. Một số đã lên tàu khu trục Cummings để giúp vận hành các khẩu pháo; một số khác lên chiếc Pennsylvania để giúp vận hành các khẩu đội phòng không của chiếc thiết giáp hạm. Trên chính Tracy, các thủy thủ còn lại lắp đặt ba khẩu súng máy Lewis.30-caliber và hai khẩu Browning.50-caliber, và đã làm mọi cách để đánh đuổi những kẻ tấn công. Sau cuộc không kích, một nhóm 10 người từ chiếc tàu khu trục rải mìn đã sang giúp đỡ cho việc dập lửa trên chiếc thiết giáp hạm California.
Hoàn tất công việc đại tu bị ngắt quãng, Tracy trở ra biển cho các hoạt động trong thời chiến. Vào ngày 31 tháng 3 năm 1942, nó giúp rải một bãi mìn gần French Frigate Shoals trước khi quay trở về Trân Châu Cảng và thực hiện các hoạt động tại chỗ. Sau đó nó lên đường đi Suva thuộc quần đảo Fiji vào ngày 23 tháng 7, đến Suva bảy ngày sau đó cùng với Breese và Gamble, trước khi tiếp tục đi Espiritu Santo. Tại các căn cứ ở khu vực Tây Nam Thái Bình Dương, lực lượng Đồng Minh chuẩn bị cho chiến dịch đổ bộ đầu tiên của họ lên quần đảo Solomon. Nằm trong thành phần Lực lượng Đặc nhiệm 62, Tracy đi đến ngoài khơi các bãi đổ bộ ở Guadalcanal vào ngày 7 tháng 8, trong khi hải pháo từ các tàu tuần dương và tàu khu trục đang bắn phá bờ biển. Nó tham gia nhiệm vụ hộ tống và tuần tra chống tàu ngầm, hoạt động giữa Espiritu Santo và vùng chiến sự suốt mùa Hè và mùa Thu năm 1942, trước khi quay trở về Trân Châu Cảng vào tháng 12 cho một đợt tái trang bị ngắn.
Vào ngày 18 tháng 12, nó khởi hành đi New Caledonia, hộ tống một đoàn tàu hướng sang phía Tây, và đi đến Nouméa vào ngày 2 tháng 1 năm 1943. Trở thành một đơn vị thuộc Lực lượng Đặc nhiệm 66, Tracy hoạt động từ Nouméa và Nadi, thỉnh thoảng rải các bãi mìn phòng thủ chung quanh các căn cứ của Hoa Kỳ và Đồng Minh. Nó cũng tham gia vận chuyển xăng máy bay đang rất thiếu hụt tại sân bay Henderson ở Guadalcanal cho những máy bay thuộc Không lực Cactus. Đến cuối tháng 1 năm 1943, Nhật Bản quyết định bỏ Guadalcanal và bắt đầu cho triệt thoái càng nhiều người càng tốt khỏi nơi này. Sự tăng cường hoạt động của lực lượng tàu nổi Nhật Bản cũng như của không quân bảo vệ tương ứng đã gợi ý cho phía Hoa Kỳ rằng đối phương đang có hoạt động chuyển quân lớn. Mệnh lệnh được đưa ra nhằm phá vỡ các chuyến Tốc hành Tokyo của đối phương bằng mọi cách, bao gồm thủy lôi, tàu tuần tra PT-boat và các cuộc không kích.
Vào ngày 1 tháng 2 năm 1943, một lực lượng lớn tàu khu trục Nhật Bản được phát hiện đang tiến đến "Eo biển Đáy sắt". Trong vai trò soái hạm của đội rải mìn, Tracy dẫn đầu Montgomery và Preble trong việc rải một bãi mìn 300 quả giữa dãy san hô Doma và mũi Esperance. Đêm đó, tàu khu trục Nhật Makigumo trúng phải một trong các quả mìn này và bị hư hại nặng đến mức phải bị đánh đắm. Dù sao, phía Nhật Bản vẫn xoay xở cho lực lượng đồn trú thoát ra khỏi Guadalcanal.
Sau hoạt động này, Tracy gia nhập trở lại Lực lượng Đặc nhiệm 62 cho nhiệm vụ hộ tống, và đã ghé qua Nouméa, Tulagi và Efate trước khi lên đường đi Hawaii vào ngày 19 tháng 4. Nó đi đến Trân Châu Cảng vào ngày 1 tháng 5, và lại lên đường 11 ngày sau hướng đến San Francisco, California cho một đợt đại tu đang rất cần đến tại Xưởng hải quân Mare Island. Sau khi được tái trang bị, nó rời San Francisco vào ngày 22 tháng 5, trải qua những tháng tiếp theo hộ tống vận tải đi lại giữa quần đảo Hawaii và vùng bờ Tây. Ngày 10 tháng 8, nó rời Trân Châu Cảng để đi Samoa, và tiếp tục đi Espiritu Santo và khu vực Nam Thái Bình Dương.
Vào cuối tháng 11 năm 1943, Tracy dẫn đầu một đội rải mìn trong việc rải một bãi mìn tấn công gần đảo Bougainville nhằm chuẩn bị cho cuộc đổ bộ tại đây. Sau đó, nó hoạt động từ Nouméa cho đến hết năm 1943, ghé qua Funafuti, Espiritu Santo và Guadalcanal trong suốt tháng 12. Vào ngày 1 tháng 1 năm 1944, nó di chuyển cùng đoàn tàu bao gồm President Jackson, President Hayes, President Adams, Titania và Alhena để đi quần đảo Fiji, đi đến Nandi vào ngày 5 tháng 1.
Lên đường vào ngày hôm sau, Tracy hộ tống một đoàn tàu vận tải khác đi Guadalcanal, tiến hành thực tập tác xạ trên đường đi, và đến nơi vào ngày 10 tháng 1. Sau đó, nó khởi hành từ Efate, New Hebrides hướng sang New Caledonia cùng với chiếc President Hayes; trên đường đi chúng phải chống chọi với một cơn bão nhiệt đới trước khi đến được Nouméa vào ngày 19 tháng 1. Hoàn tất việc tiếp nhiên liệu tại đây, nó tiếp tục đi đến Wellington, New Zealand. Từ cuối tháng 1 cho đến tháng 5, nó hoạt động giữa các đảo thuộc vùng Nam Thái Bình Dương, hộ tống các đoàn tàu vận tải và thực hành trên đường đi.
Vào ngày 3 tháng 6, nó đi đến San Francisco để được đại tu tại Hunters Point. Sau khi hoàn tất công việc tại xưởng tàu, Tracy trải qua đợt huấn luyện ôn tập dọc theo vùng bờ Tây về phía Bắc đến tận Seattle và Bremerton, Washington. Vào ngày 31 tháng 8, nó rời Seattle cùng với chiếc Cushman K. Davis để hướng sang Oahu, đi đến Trân Châu Cảng vào ngày 9 tháng 9. Sau một giai đoạn trong xưởng tàu từ ngày 12 đến ngày 24 tháng 9, nó lên đường vào ngày 29 tháng 9 hướng sang quần đảo Marshall cùng với Đoàn tàu BD-110T. Đi đến Eniwetok vào ngày 8 tháng 10, nó thực hiện các chuyến hộ tống vận tải giữa Eniwetok và Trân Châu Cảng cũng như giữa Trân Châu Cảng và San Francisco.
Khi Iwo Jima được bình định, Hải quân bắt đầu chuyển sự tập trung sang Okinawa. Tracy đã phục vụ như tàu rải phao tiêu và phá mìn, đi đến ngoài khơi hòn đảo này vào ngày 1 tháng 4 năm 1945. Để hỗ trợ cho Chiến dịch Okinawa, nó tham gia các cuộc tuần tra chống tàu ngầm và chống tàu nhỏ ngoài khơi nơi thả neo hạm đội; và trong khi tiến hành nhiệm vụ bảo vệ, nó đã cứu vớt những người sống sót từ chiếc LCI(G)-82, vốn là nạn nhân của một xuồng máy cảm tử shinyo. Bản thân Tracy phải chịu đựng một giai đoạn tấn công cảm tử kamikaze liên tục và hiệu quả nhắm vào hạm đội Mỹ, nhưng thoát được mà không bị hư hại. Nó khởi hành đi Ulithi vào ngày 16 tháng 4, đến nơi vào ngày 22 tháng 4 cho một giai đoạn bảo trì và nghỉ ngơi kéo dài cho đến ngày 2 tháng 5. Tiếp tục hoạt động tại khu vực Tây Thái Bình Dương, nó tham gia nhiệm vụ hộ tống cho đến tháng 7, khi nó hộ tống một đoàn tàu LST từ Okinawa đi đến Leyte, thả neo tại vịnh San Pedro, Philippines vào ngày 3 tháng 7. Nó được tiếp liệu từ ngày 5 đến ngày 17 tháng 7 trước khi đi vào ụ tàu nổi USS ARD-2 (2) để sửa chữa lườn tàu.
Thuộc quyền lực lượng rải mìn Hạm đội Thái Bình Dương, Tracy thả neo tại vịnh San Pedro cho đến giữa tháng 8. Nó nghe thấy tin tức không chính thức về việc Nhật Bản chấp nhận đầu hàng vào ngày 10 tháng 8; đến ngày 15 tháng 8, nó khởi hành trong thành phần hộ tống cho Đơn vị Đặc nhiệm 72.5.38, và đang khi trên đường đi Okinawa, nó nhận được tin ngừng hẳn mọi hoạt động chiến sự. Tiến vào vịnh Buckner, Okinawa vào ngày 20 tháng 8, nó thả neo trong năm ngày trước khi chuyển các phao tiêu Mark VI từ chiếc Weehawken sang nhiều tàu quét mìn cao tốc khác được tập trung để thực hiện nhiệm vụ rải mìn sau chiến tranh.
Việc kết thúc chiến tranh tại Thái Bình Dương vào tháng 8 đánh dấu một bước ngoặt mới trong hoạt động của Tracy, khi nó tham gia vào nỗ lực quét mìn khổng lồ tại vùng biển Nhật Bản. Từ vịnh Buckner, nó tiếp tục hướng đến Nhật Bản và đi đến Nagasaki Wan vào ngày 11 tháng 9, là một trong những tàu chiến Đồng Minh đầu tiên đi đến vùng biển này. Nó phục vụ như một tàu thả phao tiêu và phá hủy mìn trong các chiến dịch quét mìn, vốn dọc sạch các tuyến đường hàng hải bên ngoài cảng biển quan trọng này, và tiếp tục nhiệm vụ này cho đến tận cuối tháng 10, khi nó lên đường quay trở về nhà.
Tracy khởi hành đi Trân Châu Cảng vào ngày 25 tháng 10, có một chặng dừng ngắn tại vịnh Buckner trên đường đi. Đi đến căn cứ tại vùng biển Hawaii vào giữa tháng 11, nó lại lên đường từ đây vào ngày 18 tháng 11, đi ngang qua San Diego, California và Salina Cruz, Mexico để hướng đến kênh đào Panama. Nó về đến New York vào tháng 12 năm 1945. Được cho ngừng hoạt động tại đây vào ngày 19 tháng 1 năm 1946, tên nó được cho rút khỏi danh sách Đăng bạ Hải quân vào ngày 7 tháng 2 năm 1946, và nó bị bán cho hãng Northern Metals Company ở Philadelphia để được tháo dỡ vào cuối năm đó.

## Phần thưởng
Tracy được tặng thưởng bảy Ngôi sao Chiến trận do thành tích phục vụ trong Chiến tranh Thế giới thứ hai.